# 小説家 (諸子百家)
小説家（しょうせつか）は、中国春秋戦国時代の諸子百家の一学派。
故事（世間の出来事、説話など）を語り伝え、書物にして残した。『漢書』芸文志によれば、稗官、すなわち民間の風俗を管理管轄する役人の間から発生したと推察される。主な人物または書名に、鬻子・青史子・師曠・宋子があげられる。
小説家の書物はほぼ現存しないが、法家の『韓非子』（とくに篇名に「説」が付く篇）や、道家の『荘子』、前漢の劉向『説苑』『戦国策』などから、当時の「小説」がどのようなものだったかが窺える。
佚書の『青史子』には、胎教についての記述があったとされ、現存の『賈誼新書』胎教篇や『大戴礼記』保傅篇に引用されている。
後世の目録学・四部分類においては、文言小説が「子部小説家類」、白話小説が「集部」に分類される。

## 関連文献
- 江連隆『諸子百家の事典』大修館書店、2000年。
- 前野直彬『中国小説史考』秋山書店、1975年。